# Johannes Zonaras

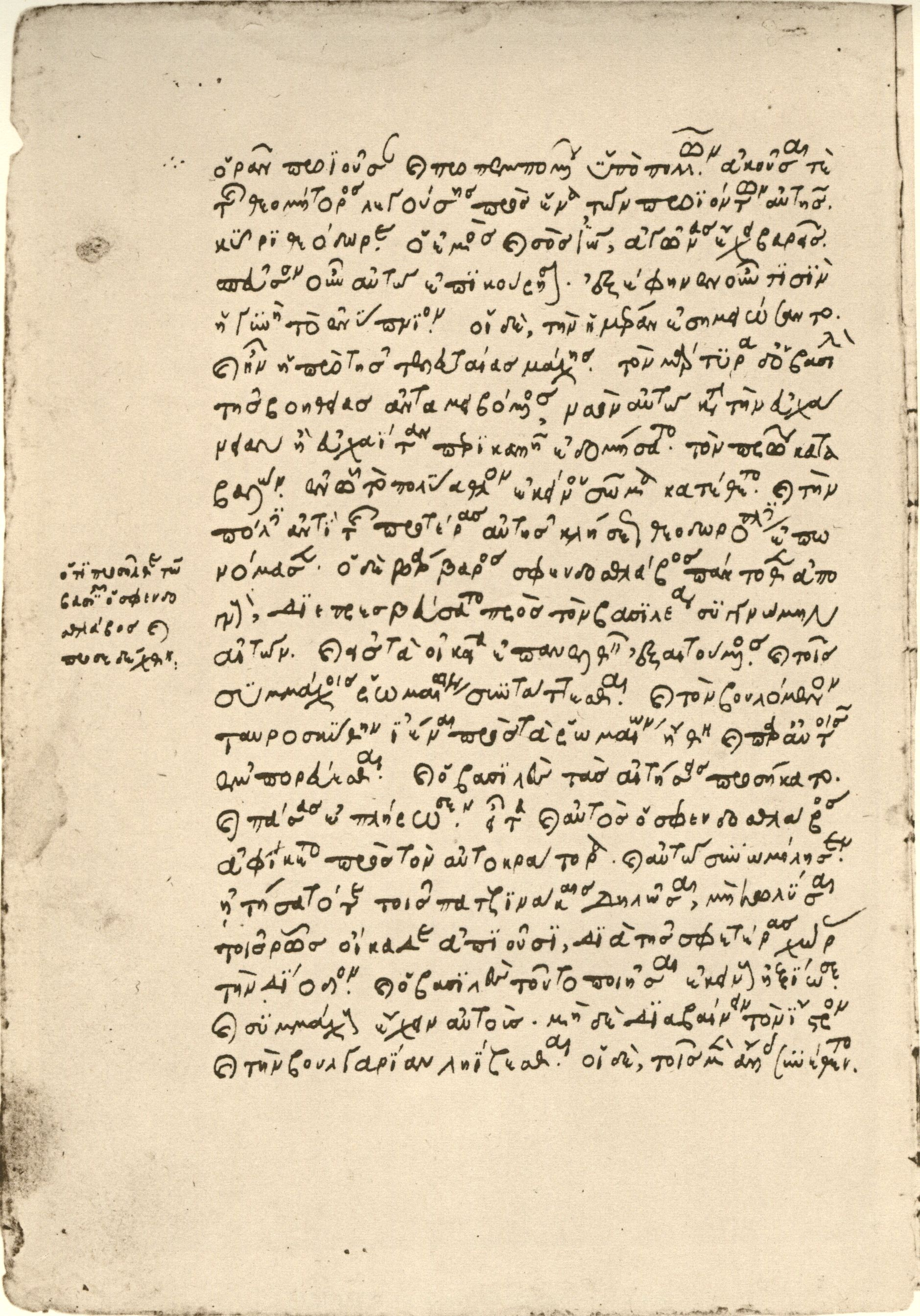
Die Epitome des Zonaras in der 1322/1323 geschriebenen Handschrift Rom, Biblioteca Apostolica Vaticana, Vaticanus graecus 980, fol. 213v

Johannes Zonaras (mittelgriechisch Ἰωάννης Ζωναράς) war ein byzantinischer Geschichtsschreiber, Kanonist und Jurist des 12. Jahrhunderts.

Über das Leben Johannes Zonaras’ ist nur bekannt, was er selbst in seinen Werken darüber aussagt. In der Forschung wird meistens angenommen, dass er unter dem byzantinischen Kaiser Alexios I. (1081–1118) Kommandant der Leibgarde und Vorsteher der kaiserlichen Kanzlei gewesen sei, wie er selbst von sich behauptet.
Zonaras verfasste unter anderem einen Kommentar zu den Kanones, der von der Orthodoxie rezipierten ökumenischen und lokalen Synoden, bzw. zu den Kanones der Kirchenväter. Außerdem existieren noch zwei kleinere kirchenrechtliche Schriften. Fälschlicherweise wurde ihm zudem noch oft das Zonarae Lexicon zugeschrieben, ein von mehreren Mönchen verfasstes byzantinisches Lexikon des 13. Jahrhunderts.
Sein Hauptwerk stellt ein Geschichtswerk mit dem Titel Epitome Historion („Zusammenfassung der Geschichte“) dar. Es handelt sich um eine Weltchronik, die von der Schöpfung der Welt bis ins Jahr 1118 reicht. Die Epitome, die eines der umfassendsten Geschichtswerke in griechischer Sprache darstellt und in einem klaren Stil verfasst wurde, schuf Zonaras nach seinem Rückzug ins Privatleben (möglicherweise war dieser begründet durch die Thronbesteigung Johannes’ II. Komnenos) und seinem Exil als Mönch im Kloster auf der Insel Hagia Glykeria. In einer Vorrede rechtfertigt er sich dafür, dass er als Mönch schriftstellerisch tätig sei. Er beruft sich dabei zunächst auf die Aufforderung von Freunden und sieht zugleich in der literarischen Tätigkeit eine gute Ablenkung von den Verlockungen des irdischen Daseins. Zonaras gelang es, anders als vielen Zeitgenossen, nicht zu sehr in die Theologie abzugleiten. Trotzdem orientiert sich der Autor bei der Einteilung seines Werkes an der Religion: Der erste Teil umfasst die jüdische, der zweite die römisch-christliche Zeit.
Zonaras griff bei seiner Schilderung teilweise auf heute nicht mehr erhaltene Quellen zurück (siehe auch Leoquelle), was seiner Darstellung zusätzlichen Wert verleiht. Seine Absicht war nicht (wie er im Prolog seines Werks darlegt) Originalität, vielmehr wollte er Geschichte in Form eines Handbuchs (Epitome) kurzgefasst, auf die Tatsachen konzentriert und übersichtlich darstellen, wobei er Material aus den von ihm benutzten Quellen teils kürzte und zusammenfasste, aber ansonsten die inhaltlichen Aussagen wiedergab. So finden sich bei Zonaras auch Spuren von Werken paganer (heidnischer) Autoren, die uns nicht überliefert sind. Sein Werk ist, gerade aufgrund des Verlusts mehrerer antiker Geschichtswerke, speziell für die Geschichte der Reichskrise des 3. Jahrhunderts, aber auch teilweise für die spätantike Geschichte eine nicht unwichtige Quelle. Zudem ist die Epitome für die Rekonstruktion des Inhalts der Römischen Geschichte des Cassius Dio von Bedeutung, da Zonaras Dios Werk ausgiebig benutzte.
Die heute gängige Einteilung folgt der des französischen Byzantinisten Charles du Fresne, sieur du Cange (1610–1688), in achtzehn Bücher. In den Büchern 1–12 ist die Weltgeschichte von der Schöpfung bis zur Tetrarchie kompilatorisch dargestellt. Die Bücher 13–18 behandeln die byzantinische Geschichte von Konstantin dem Großen bis zum Tod Alexios’ I. Komnenos im Jahre 1118.

## Ausgaben und Übersetzungen
- Editio princeps: Ioannis Zonarae Monachi, qui olim Byzantii Magnus Drungarius excubiaru[m] seu Biglae, & protosecretarius fuit, compendium Historiarum : in tres Tomos distinctum. 3 Bände, griechisch-lateinischer Paralleltext. Oporinus, Basel 1557. Bd. 1 Bd. 2 Bd. 3 (Digitale Sammlungen der Bayer. Staatsbibl.)
- Ioannis Zonarae epitome historiarum (= Corpus Scriptorum Historiae Byzantinae 50). Herausgegeben von M. Pinder und Th. Büttner-Wobst. 3 Bände. Weber, Bonn 1841ff.
- Ioannis Zonarae epitome historiarum. Herausgegeben von Ludwig Dindorf. 6 Bände. Teubner, Leipzig 1868–1875.
- Thomas M. Banchich, Eugene N. Lane (Übersetzer): The History of Zonaras. From Alexander Severus to the Death of Theodosius the Great. Introduction and commentary by Thomas M. Banchich. Routledge, London u. a. 2009, ISBN 978-0-415-29909-1 (engl. Teilübersetzung mit Einleitung und Kommentar).
- Erich Trapp (Übersetzer): Militärs und Höflinge im Ringen um das Kaisertum. Byzantinische Geschichte von 969 bis 1118 (= Byzantinische Geschichtsschreiber 16). Übersetzt, eingeleitet und erklärt. Styria, Graz u. a. 1986, ISBN 3-222-10295-3 (Übersetzung der Bücher 17 und 18).